# Libnotes (Afrolimonia) subapicalis perpallens
Libnotes (Afrolimonia) subapicalis perpallens is een ondersoort van de tweevleugelige Libnotes (Afrolimonia) subapicalis uit de familie steltmuggen (Limoniidae). De ondersoort komt voor in het Afrotropisch gebied.